# Neoathyreus fallolobus
Neoathyreus fallolobus är en skalbaggsart som beskrevs av Henry Fuller Howden 2006. Neoathyreus fallolobus ingår i släktet Neoathyreus och familjen Bolboceratidae. Inga underarter finns listade i Catalogue of Life.